# سپاه کمکی لهستان

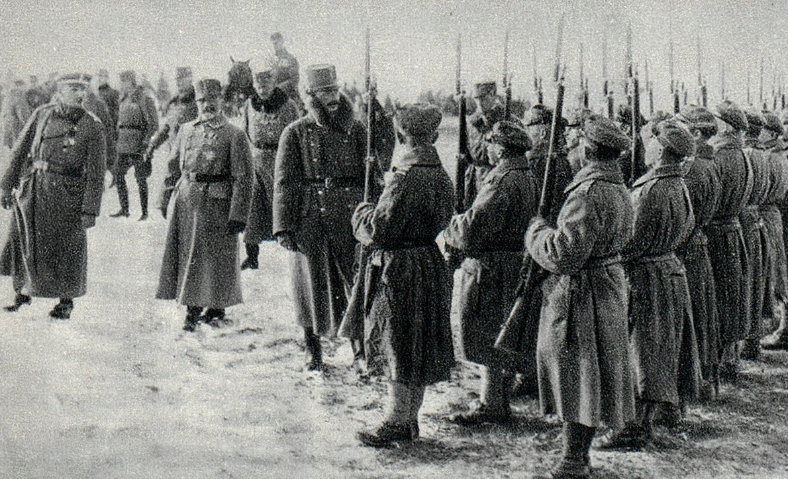
نمایی از بررسی سپاه کمکی لهستان توسط امپراتور کارل یکم - ۱۰ دسامبر ۱۹۱۷

سپاه کمکی لهستان (لهستانی: Polski Korpus Posiłkowy) نام واحدهای لهستانی جزو ارتش اتریش-مجارستان بود که بر اساس هنگ‌های لهستانی در جنگ جهانی اول ایجاد شد. این واحد پس از بحران سوگند از باقی‌مانده هنگ‌های لهستانی در ۲۰ سپتامبر ۱۹۱۶ ایجاد گشت و تا ۱۹ فوریه ۱۹۱۸ به حیات خود ادامه داد. تعدادی از اعضای هنگ‌های لهستانی نیز یا در سازمان ارتش اتریش-مجارستان ادغام گشتند و یا آنکه به ارتش سلطنتی لهستان تحت حمایت آلمان پیوستند. 